# Aage Gaup
Aage Gaup, född 28 oktober 1943 i Børselv, död 14 december 2021 i Karasjok var en norsk-samisk skulptör och grafiker.
Aage Gaup utbildade sig på Norsk Humanetisk akademi 1972-73 och på skulpturavdelningen på Kunstakademiet i Trondheim 1973-78. Han arbetade främst med trä, betong och aluminium. Aage Gaup arbetade också med scenografi, och då framför allt för Beaivváš Sámi Teahter.
Aage Gaup var en av medlemmarna av Masi-gruppen. Han bodde och arbetade i Karasjok.

## Offentliga verk i urval
- 1996 Forløp med hendelser, fem skulpturer i Alta videregående skole i Alta[7]